# Bischofferode
Bischofferode est une ancienne commune allemande de la région de Eichsfeld qui depuis le 1 décembre 2010 fait partie de la commune Am Ohmberg.

## Situation géographique et historique
Bischofferode et les autres communes appelées ainsi forment la frontière historique de la région Eichsfeld dans le nord. Les communes Bischofferode, Bischofferode/Schacht et Holungen sont dominées par la catholicité, mais les gens de Hauröden sont protestants comme c'est la tradition dans l'arrondissement voisin Nordhausen auquel le village appartenait jusqu'à 1952. 
La commune de Bischofferode (2 200 habitants) a été fondé en 1186 comme faubourg du monastère Gerode (autre nom : Hoppenranken ou Hoppenstangen). L'écusson est formé par une houlette et une houe à essarter parce que c'est un village essarté.

## Économie
Au début du XXe siècle les gens vivaient de l'agriculture. En 1909 on a commencé l'exploitation de la potasse. 
En 1990, la Treuhand (organisme chargé de la privatisation des biens de l'ex-République démocratique allemande (RDA) après la réunification du pays) réunit toutes les mines de potasse et les cède à leur concurrent de ouest-allemand, l'entreprise K+S. Celle-ci décide aussitôt d’arrêter leur activité. Pour le député de gauche Dietmar Barstsch, « Bischofferode est un exemple d'entreprise compétitive fermée en raison de la concurrence ouest-allemande. Il fallait montrer que la RDA était finie, qu'il n'y avait rien en elle de valable. » 
Le 31 décembre 1993 les célèbres mines de potasse ont été fermées. Maintenant l'artisanat recommence à jouer un plus grand rôle.

## Curiosités
- église Marienkirche avec une tour baroque, mais un intérieur moderne
- musée de la mine de potasse

## Loisirs
- trois randonnées pédestres